# Headingley Cricket Ground
El Headingley Cricket Ground es un campo de cricket ubicado en el complejo del estadio Headingley en Headingley, Leeds, Inglaterra. Limita con el estadio de rugby de Headingley a través de una tribuna principal compartida, aunque la entrada principal al campo de cricket se encuentra en el extremo opuesto de Kirkstall Lane. Desde 1899, ha sido sede de partidos de Test Cricket y tiene una capacidad para 18,350 espectadores.

## Historia
Un grupo de benefactores liderados por Lord Hawke, quien desempeñó un papel crucial en el establecimiento del Yorkshire County Cricket Club, desarrolló un campo de deportes en Headingley. Inicialmente, el terreno estaba destinado para seis deportes: cricket, rugby, fútbol, tenis, bolos y ciclismo. El primer partido de cricket de primera clase registrado tuvo lugar en Headingley en septiembre de 1890. Antes de 1890, Yorkshire jugaba partidos en todo el condado, y su sede original estaba en Bramall Lane en Sheffield. Yorkshire continuó utilizando Bramall Lane como su terreno secundario hasta 1973. En 1903, Yorkshire trasladó su base a Headingley. La tribuna principal compartida entre el cricket y el rugby fue destruida por un incendio en 1932; esta fue rápidamente reemplazada por una estructura que se mantuvo hasta ser demolida en 2018. En 2005, el campo fue adquirido por el Yorkshire County Cricket Club de Leeds Cricket, Football and Athletic Company, la empresa fundada por Lord Hawke cuando se estableció el campo por primera vez. La primera remodelación del terreno realizada bajo la propiedad del Yorkshire County Cricket Club fue el desarrollo del Carnegie Pavilion, que se completó en 2010.

## Momentos deportivos destacados

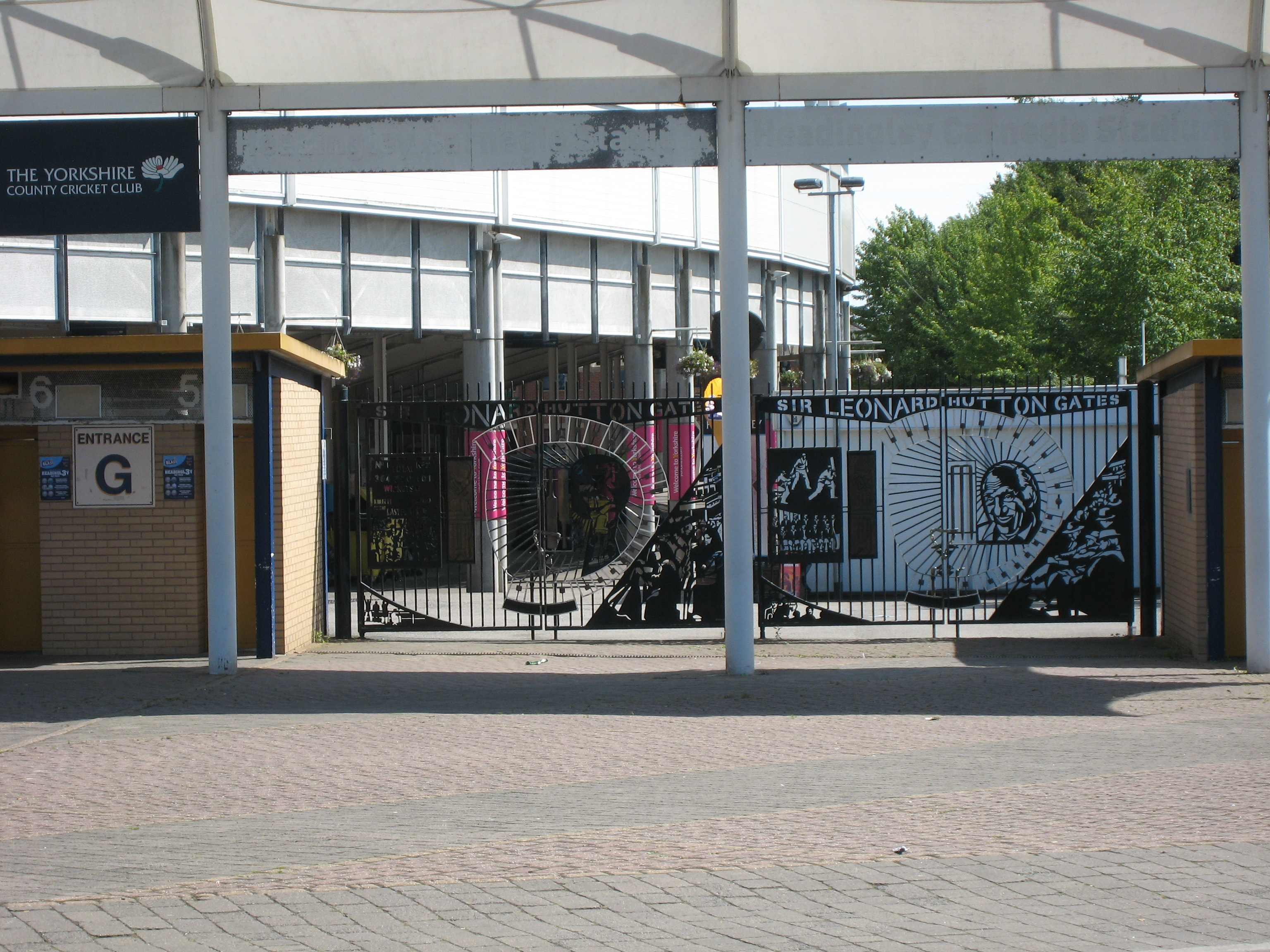
Las puertas Leonard Hutton en el estadio Headingley

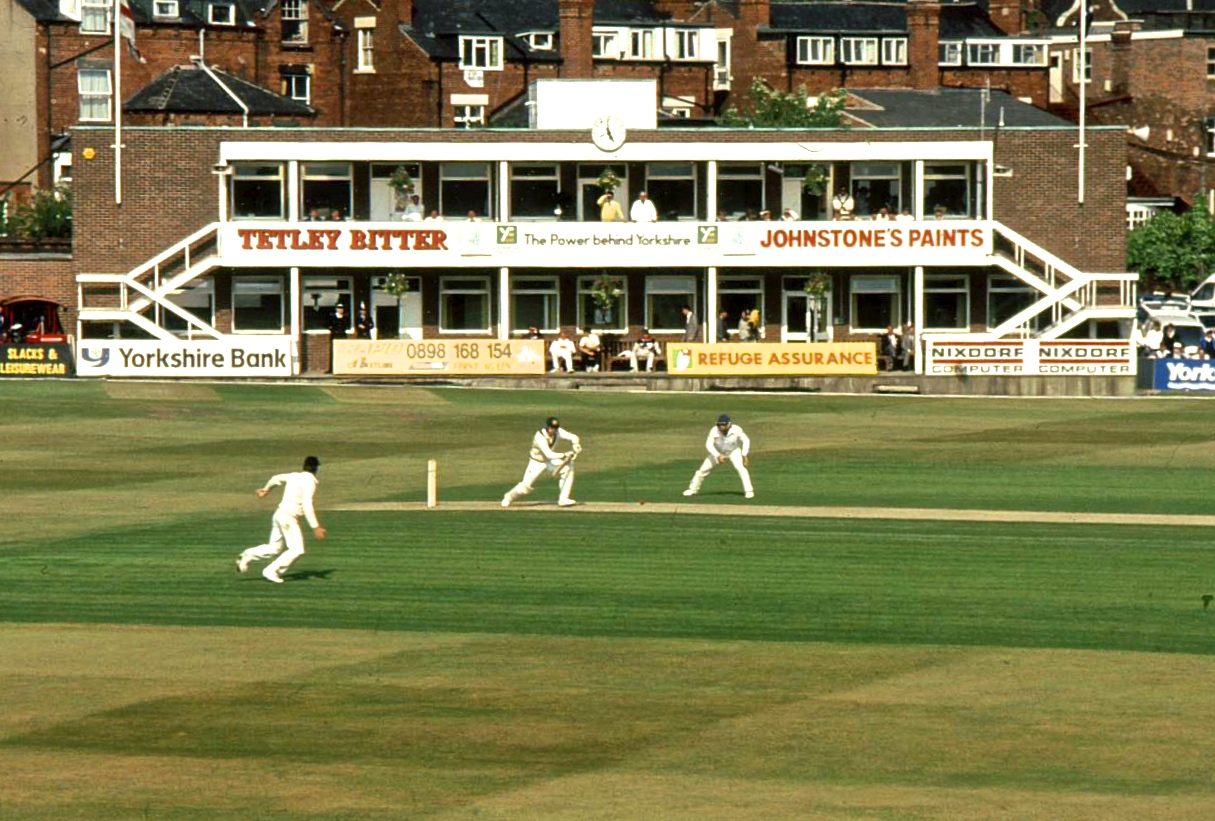
El Pabellón de Jugadores (ahora demolido) en 1983.

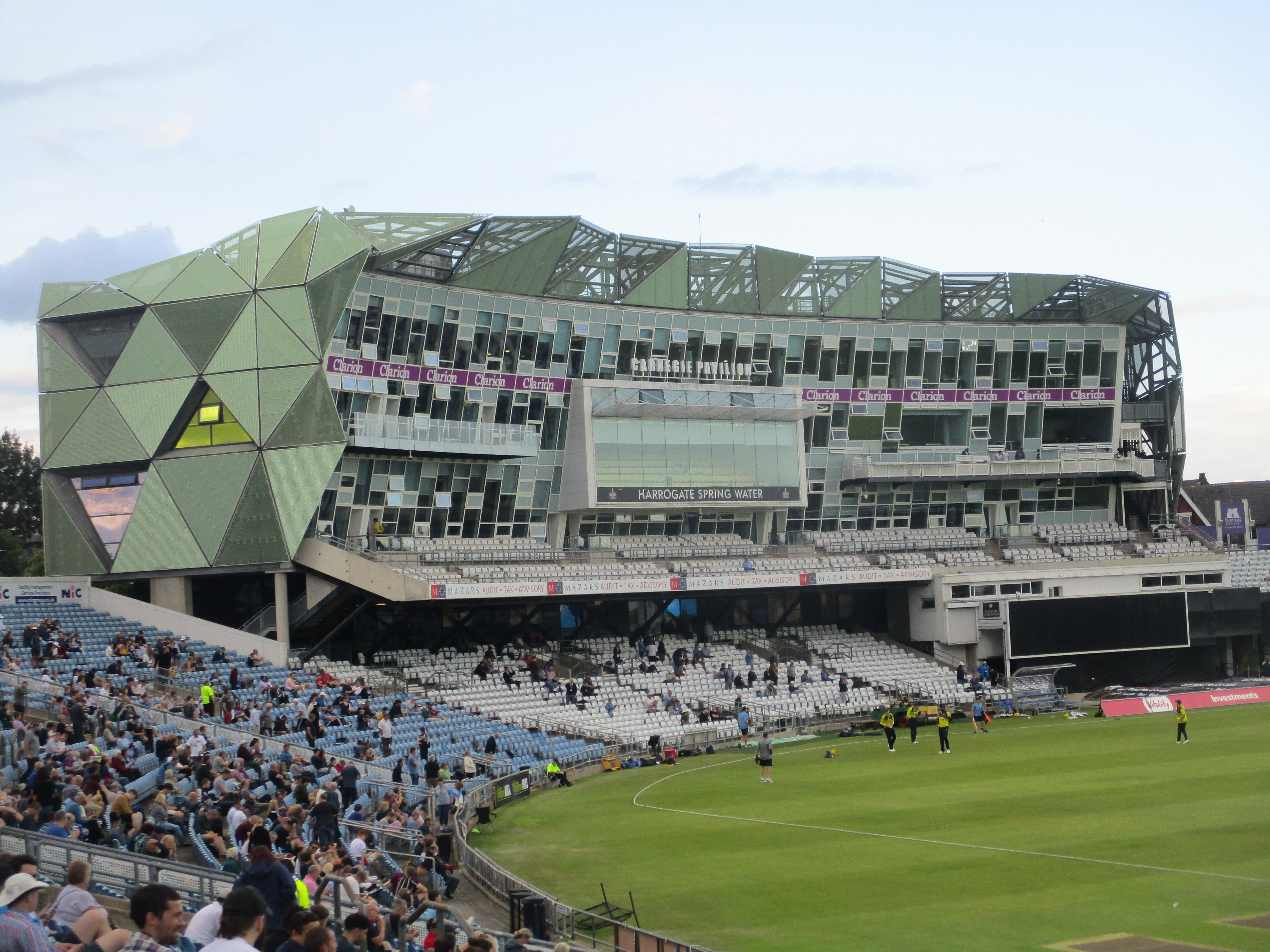
El Pabellón Carnegie en 2021

En 1902, Yorkshire derrotó a los australianos en una gira por cinco campos, después de eliminarlos por 23 carreras en su segunda entrada, con George Herbert Hirst y Stanley Jackson logrando cinco eliminaciones cada uno.
Las 334 carreras de Donald Bradman en la Prueba de las Cenizas de 1930 incluyeron 309 carreras en el primer día, y las continuó en la siguiente prueba de los australianos en Headingley en 1934 con una entrada de 304 carreras.
El lanzador Hedley Verity logró 10 eliminaciones por 10 carreras en 1932 para Yorkshire contra Nottinghamshire, lo que sigue siendo el mejor análisis de bolos jamás realizado en el cricket de primera clase. Verity también había conseguido los diez contra Warwickshire en Headingley en 1931.
En la cuarta prueba de la serie de las Cenizas de 1948, Australia anotó 404 carreras por tres wickets en el último día para vencer a Inglaterra. Arthur Morris anotó 182 y Bradman anotó 173 sin ser eliminado.
En la Tercera Prueba contra Nueva Zelanda en 1965, John Edrich anotó 53 cuatros y 5 seis en sus 310 no eliminados. El capitán MJK Smith declaró antes de que Edrich tuviera la oportunidad de superar el récord de prueba de Gary Sobers de 365 carreras, y Inglaterra ganó por una entrada y 187 carreras.
En el tercer partido de prueba de la serie Ashes de 1975 (una serie de cuatro pruebas), temprano en la mañana del martes 19 de agosto, el jefe de jardinería, George Cawthray, descubrió que los activistas que pedían la liberación de la prisión de George Davis habían excavado agujeros en el campo y vertido aceite sobre uno de los extremos del portillo. Esto llevó al abandono del partido y se declaró un empate, privando a Inglaterra de la oportunidad de recuperar las Cenizas.
En la prueba de las Cenizas de 1977, Geoff Boycott logró su centésimo siglo en partidas de primera clase. Cuatro días después, al ganar el mismo partido, Inglaterra se llevó la serie y recuperó las Cenizas.
En la tercera prueba de las Cenizas de 1981, Inglaterra se encontraba en una situación difícil, pero Ian Botham anotó 149 sin ser eliminado. Luego, Bob Willis tomó ocho wickets por 43 carreras, dándole a Inglaterra una victoria eventual por 18 carreras. Dos miembros del equipo australiano habían aceptado probabilidades de 500 a 1. Esta fue solo la segunda vez en toda la historia del cricket de prueba que un equipo siguió y ganó; algo que no volvería a ocurrir hasta 2001.

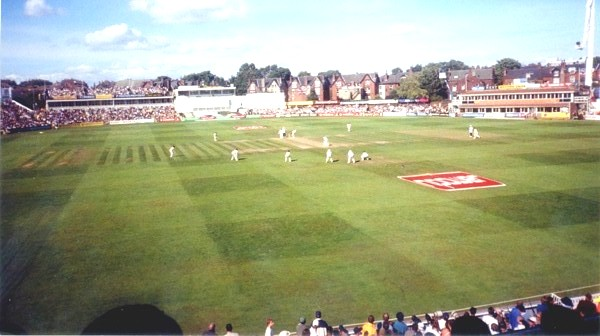
Headingley durante la serie de pruebas de 2001

En la prueba de 1991, Graham Gooch anotó 154 para llevar a Inglaterra a la victoria en el partido, enfrentándose a los bolos de las Indias Occidentales, que incluían a Malcolm Marshall, Curtly Ambrose y Courtney Walsh, durante la segunda entrada de Inglaterra, que sumó 252 carreras.
En un partido crucial que debían ganar para permanecer en la Copa Mundial de Críquet ICC de 1999, Australia, que eventualmente se coronó campeona, persiguió las 271 carreras de Sudáfrica después de haber perdido tres wickets por 48 carreras. Steve Waugh, a quien Herschelle Gibbs había dejado caer mientras intentaba lanzar el balón para celebrar, anotó 120 sin ser eliminado.
En el año 2000, Inglaterra despidió a las Indias Occidentales por 61 carreras en dos días, con Andrew Caddick tomando cuatro wickets en un over. La victoria se repitió siete años después, en 2007, cuando Ryan Sidebottom tomó ocho wickets por 86 carreras en dos entradas, llevando a Inglaterra a infligir la peor derrota en pruebas a los Windies, con una entrada y 283 carreras.
En agosto de 2001, Inglaterra logró con éxito una persecución de 315 carreras para vencer a Australia, con Mark Butcher anotando 173 sin ser eliminado cuando Inglaterra ganó por seis wickets. Sin embargo, en agosto de 2009, en la cuarta prueba de la serie de The Ashes, Australia venció a Inglaterra en 2 1⁄2 días por una entrada y 80 carreras. Australia tomó veinte wickets con un ataque sin lanzador de giro. Los bateadores de la zona media de Inglaterra (Ravi Bopara, Ian Bell smartcric y Paul Collingwood) anotaron 16 carreras entre ellos en dos entradas. Sin embargo, estos fueron resultados deshonestos, con la serie de 2009 ganada por Inglaterra y la serie de 2001 ganada por Australia.
Sachin Tendulkar, Sourav Ganguly y Rahul Dravid anotaron siglos cuando India jugó contra Inglaterra en Headingley del 22 al 26 de agosto de 2002. Un terreno donde Inglaterra solía confiar en las comodidades del hogar presenció la convincente victoria del equipo indio, ya que los visitantes vencieron a los Tres Leones para adjudicarse la tercera prueba de la serie de cuatro partidos.
Mientras Tendulkar se destacó como el máximo anotador de India con sus majestuosos 193 de 330 bolas, Ganguly jugó un impactante inning de 128 en 167 bolas. Ganguly y Tendulkar añadieron 249 carreras para el cuarto wicket, contribuyendo a que India registrara su puntuación más alta contra Inglaterra en 2002. En respuesta, el equipo liderado por Nasser Hussain se retiró por 273 en su primera entrada e India optó por hacer que continuara el juego.
El capitán Hussain luego lideró a Inglaterra con sus 110 de 194 en la segunda entrada. Sin embargo, el siglo de Hussain resultó en vano ya que Inglaterra solo alcanzó los 309 en su segunda entrada. India registró una de las mayores victorias sobre Inglaterra al ganar la tercera prueba por una entrada y 46 carreras.
El 17 de agosto de 2017, los Yorkshire Vikings registraron la puntuación más alta en formato T20 jamás lograda en el cricket nacional inglés con 260-4, y Adam Lyth alcanzó la puntuación individual más alta (161) en el cricket nacional inglés T20.
Doce días después, Shai Hope anotó dos siglos en el partido de prueba entre Inglaterra y las Indias Occidentales, convirtiéndose en el primer bateador de cricket de primera clase en Headingley en lograr un siglo en ambas entradas de un partido.

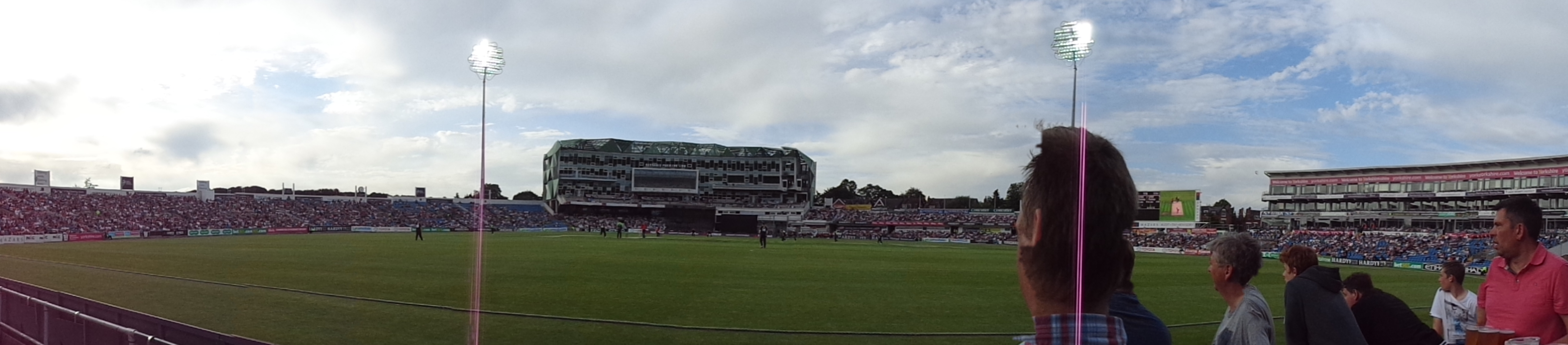
El suelo durante un partido de T20 contra Durham Jets

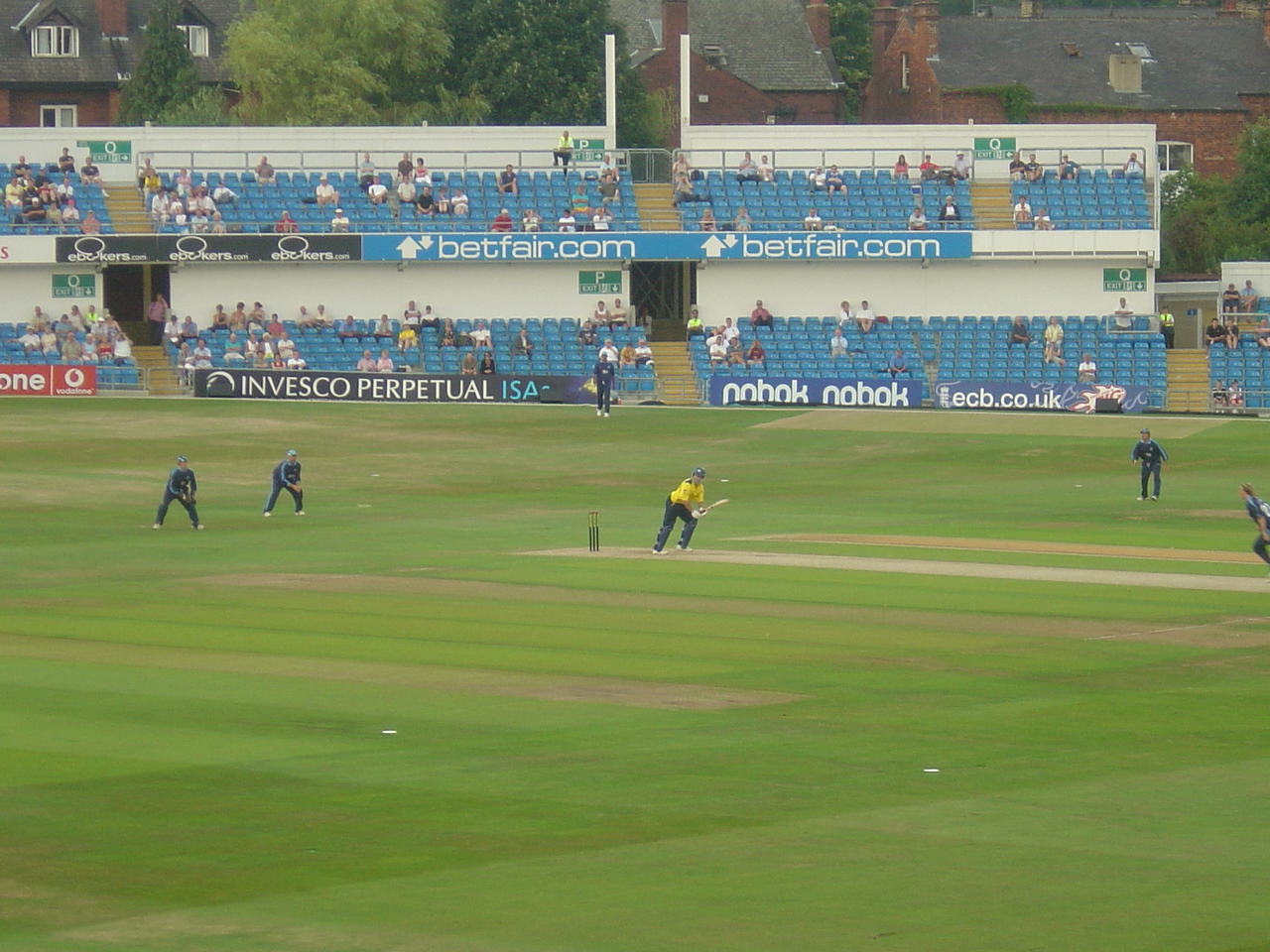
Yorkshire contra Surrey 2005

Fue la sede de cuatro partidos de la Copa Mundial de Críquet ICC 2019.
El 25 de agosto de 2019, Inglaterra logró su mayor puntuación en la cuarta entrada en la tercera prueba de la serie de las Cenizas 2019 contra Australia. Inglaterra anotó 362-9 para ganar, con Ben Stokes anotando 135*, y finalmente fue acompañado por Jack Leach, quien anotó 1*.
En la tercera prueba de las Cenizas de 2023, Inglaterra logró una victoria por 3 wickets sobre Australia.

## Instalaciones actuales
En la actualidad, el campo cuenta con una capacidad de 18.350 espectadores, situándose como el quinto campo de cricket más grande del Reino Unido en cuanto a capacidad. Al norte del terreno se encuentra un extenso centro de medios. Las instalaciones corporativas están ubicadas en la Emerald Stand, el Carnegie Pavilion y la East Stand. La tribuna este también alberga instalaciones para banquetes y el hotel Headingley Lodge. El terreno cuenta con focos que permiten jugar hasta tarde.

## Desarrollos recientes y futuros
El Yorkshire County Cricket Club está llevando a cabo la expansión del terreno según un plan maestro de seis fases con los siguientes puntos:
- Primera fase: Instalación de cuatro proyectores (completada en 2015)
- Segunda fase: Reconstrucción del campo de rugby junto con la remodelación de la tribuna norte en el lado de rugby (completada en 2019)
- Tercera fase: Adición de 915 asientos en la esquina noreste (aún no realizada)
- Cuarta fase: Desarrollo de un nuevo pabellón de cinco niveles, salas largas para miembros y vestuarios que se ubicarán sobre la esquina noroeste existente adyacente al Pabellón Carnegie (aún no realizada)
- Quinta fase: Construcción de un techo voladizo translúcido sobre el Stand de la Rosa Blanca (aún no realizada)
- Sexta fase: Paisajismo en las explanadas White Rose Stand y North East (aún no realizada)[10]

## Registros en el terreno
En las pruebas, la puntuación más alta lograda por un equipo en Headingley es 653-4 declarada por Australia contra Inglaterra en 1993. Los máximos anotadores de carreras en el campo son Don Bradman (963 carreras), Geoff Boycott (897 carreras) y John Edrich (849 carreras). Los principales cazadores de terrenos son Stuart Broad (46 terrenos), Fred Trueman (44 terrenos) y James Anderson (42 terrenos).
En ODI, la puntuación más alta lograda en Headingley es 351-9 por Inglaterra contra Pakistán el 19 de mayo de 2019. Los principales anotadores de carreras en el campo son Eoin Morgan (477 carreras), Joe Root (421 carreras) y Marcus Trescothick (408 carreras). Los principales tomadores de terrenos son Chris Old (12 wickets), Adil Rashid (12 wickets) e Ian Botham (11 wickets).

## Otros eventos
El primer concierto en el Headingley Cricket Ground tuvo lugar el viernes 18 de septiembre de 2015, cuando la banda de ska Madness se presentó ante una audiencia de 7,500 personas.

## Patrocinio
El campo fue denominado Estadio Headingley Carnegie desde 2006 hasta 2013, en virtud de un acuerdo de patrocinio con la Universidad Metropolitana de Leeds. Al expirar dicho acuerdo, el terreno quedó sin patrocinador y fue conocido simplemente como Estadio Headingley hasta 2017, año en el que se alcanzó un acuerdo con Emerald Group Search and Selection, rebautizándolo como Estadio Emerald Headingley. En 2021, Emerald Group retiró su patrocinio de manera inmediata a raíz del escándalo de racismo que involucraba al club.

## Acceso
La instalación dispone de las estaciones de tren de Headingley y Burley Park, así como de las rutas 19, 19A, 56 y 91 de First Leeds, las cuales tienen paradas justo en las inmediaciones de la entrada principal del estadio en Kirkstall Lane.
Además de estos, hay otros autobuses que tienen paradas a 5 minutos a pie en Otley Rd Headingley: los servicios 1, 6, 8, 27 y 28 de First Leeds, así como el servicio 29 de Yorkshire Buses.
En fechas específicas de partidos, el servicio de autobús lanzadera R66 operará desde el centro de la ciudad de Leeds hasta la parada de autobús ubicada en Kirkstall Lane, gestionada por First Leeds.